# 小行星2286
小行星2286（2286 Fesenkov）是一颗绕太阳运转的小行星，为主小行星带小行星。该小行星于1977年7月14日发现。
該小行星以蘇聯天體物理學家瓦西里·費先科夫命名。

## 轨道参数
小行星2286的轨道半长轴为2.1925463 UA，离心率为0.093。